# Świebodzice
Świebodzice (pronuncia : /ɕfjɛbɔˈd͡ʑit͡sɛ/ ; in tedesco Freiburg in Schlesien, Frybork in slesiano) è una città polacca del distretto di Świdnica nel voivodato della Bassa Slesia.
Ricopre una superficie di 30,43 km² e nel 2007 contava 23 070 abitanti.

## Geografia fisica
La città si trova nel voivodato della Bassa Slesia dal 1999, mentre dal 1975 al 1998 ha fatto parte del voivodato di Wałbrzych.
Świebodzice è situata vicino al Castello Książ, che durante la Seconda guerra mondiale, insieme al complesso di gallerie sotterranee, fu ingrandito per creare il quartier generale privato di Adolf Hitler.
Le vecchie fortificazioni, risalenti al 1279 (l'anno in cui la città fu fondata), esistono ancora.